# Bactrocera buvittata
Bactrocera buvittata är en tvåvingeart som beskrevs av Drew 1989. Bactrocera buvittata ingår i släktet Bactrocera och familjen borrflugor. Inga underarter finns listade.